# Mus neavei
Mus neavei is een knaagdier uit het geslacht Mus dat voorkomt van de oostelijke Democratische Republiek Congo en Zuid-Tanzania tot Noordoost-Zuid-Afrika. De exacte verspreiding is nog niet erg duidelijk. Deze soort wordt soms tot Mus sorella gerekend, maar die is groter en verschilt in vachtkleur. Het is echter nog onduidelijk of de twee andere kleinere soorten uit de M. sorella-groep, Mus baoulei en Mus oubanguii, misschien dezelfde soort als M. neavei zijn.